# Catocala butleri
Catocala butleri là một loài bướm đêm thuộc họ Erebidae. Nó được tìm thấy ở miền tây Trung Quốc.